# 1819 en philosophie
Chronologie de la philosophie
- 1815
- 1816
- 1817
- 1818
- 1819
- 1820
- 1821
- 1822
- 1823

L’année 1819 a été marquée, en philosophie, par les événements suivants :

## Publications
- Le Monde comme volonté et comme représentation (Die Welt als Wille und Vorstellung), d'Arthur Schopenhauer.

## Discours
- De la liberté des Anciens comparée à celle des Modernes, discours prononcé par Benjamin Constant.

## Décès
- 10 mars : Friedrich Heinrich Jacobi, philosophe allemand, né en 1743, mort à 76 ans.